# اليازرلي (فلم)
اليازرلي فيلم سوري يعرض جملة من العلاقات الاجتماعية متمثلة بعدة نماذج إنسانية تمثل شرائح المجتمع، وتدور القصة في ميناء اللاذقية وحياة البحر وتتشابك قصص العمل مع الجنس والحياة الاجتماعية بكافة جوانبها.

## بطولة وتمثيل
- منى واصف
- عدنان بركات
- عبد الله عباسي
- مها المصري
- ناديا ارسلان
- أكرم العابد